# Leitachkogel
Der Leitachkogel ist ein Berg in der Venedigergruppe der Hohen Tauern mit einer Höhe von 2678 m ü. A.